# Блэкхуф (тауншип, Миннесота)
Блэкхуф (англ. Blackhoof) — тауншип в округе Карлтон, Миннесота, США. На 2000 год его население составило 753 человека.

## География
По данным Бюро переписи населения США площадь тауншипа составляет 94,4 км², из которых 93,2 км² занимает суша, а 1,2 км² — вода (1,24 %).

## Демография
По данным переписи населения 2000 года здесь находились 753 человека, 276 домохозяйств и 221 семья. Плотность населения —  8,1 чел./км². На территории тауншипа расположено 325 построек со средней плотностью 3,5 построек на один квадратный километр. Расовый состав населения: 98,27 % белых, 1,20 % коренных американцев, 0,13 % азиатов, 0,13  — других рас США и 0,27 % приходится на две или более других рас. Испанцы или латиноамериканцы любой расы составляли 1,33 % от популяции тауншипа.
Из 276 домохозяйств в 35,1 % воспитывались дети до 18 лет, в 73,2 % проживали супружеские пары, в 4,3 % проживали незамужние женщины и в 19,9 % домохозяйств проживали несемейные люди. 15,9 % домохозяйств состояли из одного человека, при том 6,2 % из — одиноких пожилых людей старше 65 лет. Средний размер домохозяйства — 2,73, а семьи — 3,02 человека.
27,1 % населения — младше 18 лет, 5,3 % — в возрасте от 18 до 24 лет, 29,9 % — от 25 до 44, 27,6 % — от 45 до 64, и 10,1 % — старше 65 лет. Средний возраст — 39 лет. На каждые 100 женщин приходилось 103,5 мужчин. На каждые 100 женщин старше 18 приходилось 102,6 мужчин.
Средний годовой доход домохозяйства составлял 44 125 долларов и средний доход семьи был 47 500 долларов. Средний доход мужчин —  36 719  долларов, в то время как у женщин — 23 125. Доход на душу населения составил 22 021 доллар. За чертой бедности находились 4,2 % семей и 5,6 % всего населения тауншипа, из которых 5,3 % младше 18 и 3,4 % старше 65 лет.